# Kai Hørby
Kai Anker Hørby (født 22. oktober 1935 i København, død 11. august 1993) var en dansk historiker, der specialiserede sig i middelalderen.
Hørby var amanuensis ved Københavns Universitet 1965–1971 og blev herefter lektor samme sted. 1977 blev han dr.phil. med disputatsen Status regni Dacie :studier i Christofferlinjens ægteskabs-og alliancepolitik 1252-1319. Han bidrog herefter til Københavns Universitet 1479-1979, Gyldendals Danmarks Historie, Dansk socialhistorie, Det Europæiske Hus (bd.3) og Gyldendal og Politikens Danmarkshistorie.
1980-1990 var han sekretær i Det kongelige danske Selskab for Fædrelandets Historie.

## Ufuldstændig bibliografi
- Kai Hørby (1969), "Christian I and the Pawning of Orkney: Some Reflections on Scandinavian Foreign Policy 1460-8", The Scottish Historical Review, 48 (145): 54-63, JSTOR 25528788, Wikidata  Q131833004
- Kai Hørby (januar 1979), "The fate of the descendants of Christoffer I. Aspects of Danish politics 1252–1319", Scandinavian Journal of History, 4 (1-4): 207-229, doi:10.1080/03468757908578955, Wikidata  Q131833184